# Lophius budegassa
A Lophius budegassa a csontos halak (Osteichthyes) főosztályának sugarasúszójú halak (Actinopterygii) osztályába, ezen belül a horgászhalalakúak (Lophiiformes) rendjébe és a horgászhal-félék (Lophiidae) családjába tartozó faj.

## Előfordulása
A Lophius budegassa előfordulási területe az Atlanti-óceán északkeleti részén és a Földközi-tengerben van. Főleg a Brit-szigetek és Szenegál között található meg.

## Megjelenése
Ez a hal általában 50 centiméter hosszú, de elérheti a 100 centimétert is. Teste lapított. Színezetének köszönhetően, beleolvad a környezetébe.

## Életmódja
Mélytengeri halfaj, amely 300-1013 méter közötti mélységekben él (a Jón-tengerben van a legmélyebben levő élőhelye). A sekély vizekben is megtalálható, azonban 650 méteres mélységben a leggyakoribb. Ragadozó halként főleg kisebb halakkal táplálkozik.
Legfeljebb 21 évig él.

## Felhasználása
Ennek a horgászhalnak van ipari mértékű halászata.

## Képek

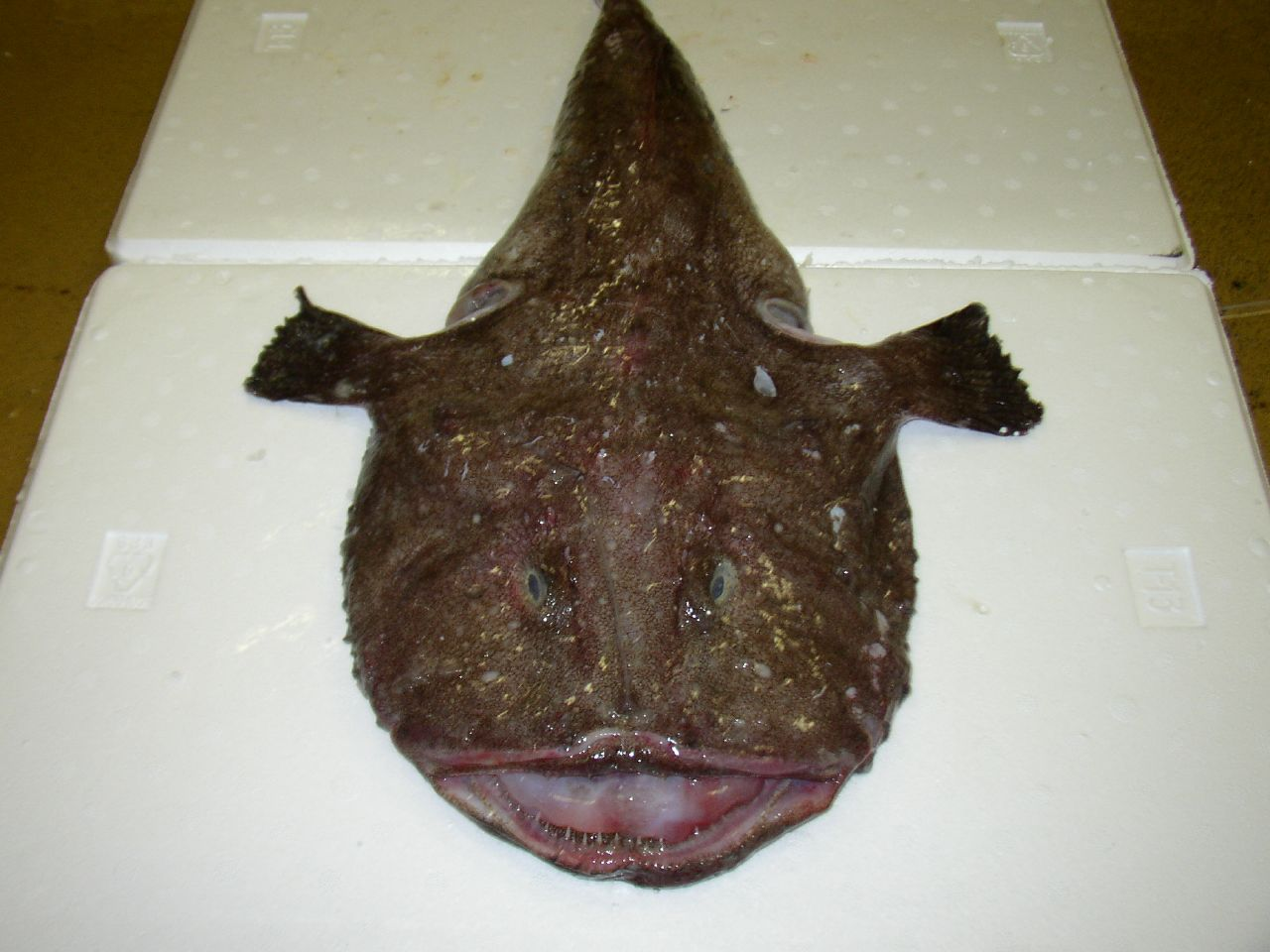
Kifogott példány és
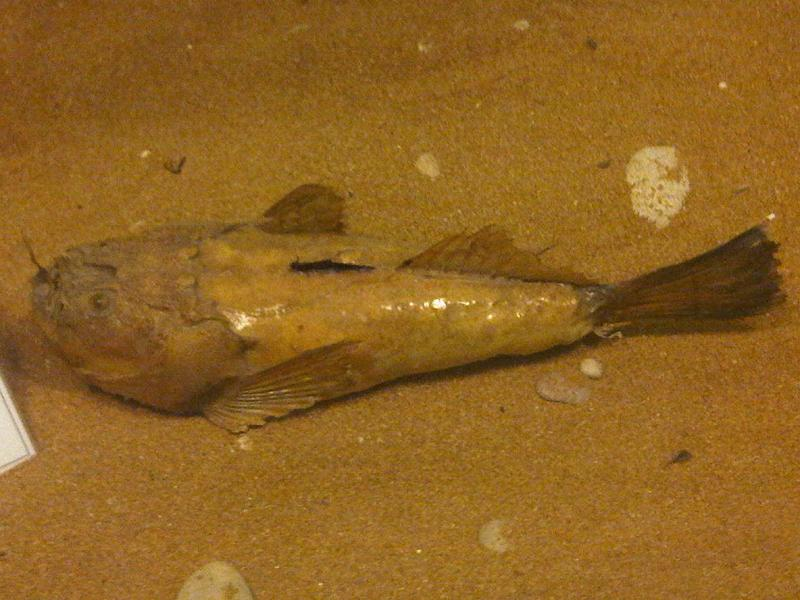
múzeumi, kitömött példány